# کولدیپ نایار
کولدیپ نایار (انگلیسی: Kuldip Nayar; ۱۴ اوت ۱۹۲۳ – ۲۳ اوت ۲۰۱۸) پدیدآور، سیاستمدار، روزنامه‌نگار، دیپلمات، نویسنده، و ستون‌نویس اهل هند بود. او در دهه ۱۹۹۰ نماینده عالی‌رتبهٔ هند در بریتانیا بود.